# Pierre Lanapats
Pierre Lanapats (Parijs, 25 september 1957) is een Frans diplomaat. Hij was consul in Duitsland en was in 2021 enkele maanden ambassadeur in Paramaribo voor Suriname, Guyana en de Caricom.

## Biografie
Pierre Lanapats studeerde van 1974 tot 1980 geschiedenis aan de universiteit van Parijs (Sorbonne) en vervolgens tot 1982 in middeleeuwse geschiedenis aan de universiteit van Münster (Westfaalse Wilhelms-Universiteit).
Van juli 2006 tot september 2007 werd hij door het Franse ministerie van Europa en Buitenlandse Zaken uitgezonden als permanent gedelegeerde bij de UNESCO. Tijdens zijn diplomatieke carrière was hij verschillende keren werkzaam op inhoudelijke terreinen, zoals archeologie, wetenschappelijke uitwisseling en cultuur. Tussendoor werd hij vanaf september 2010 een jaar als consul uitgezonden naar Frankfurt en vanaf 2017 vier jaar als consul-generaal naar München.
Op 8 september 2021 wees president Emmanuel Macron hem aan als ambassadeur in Paramaribo. Hij zou hier een vervolg geven aan de grensonderhandelingen tussen Frans-Guyana en Suriname, waarvoor zijn voorganger Antoine Joly de basis had gelegd. Lanapat zou de onderhandelingen voeren over de nog betwiste zuidelijke grens. Hij bleef korte tijd aan als ambassadeur, van september tot november 2021.
Sinds december 2021 is hij algemeen inspecteur bij het ministerie.